# The Far Canal
The Far Canal is het debuutalbum van Volt voor het Nederlandse platenlabel Groove Unlimited. Dat label is gespecialiseerd in elektronische muziek in welk genre dan ook. Volt speelt elektronische muziek uit de Berlijnse School. Dit album bevat muziek dat zowel opgenomen is in een geluidsstudio als tijdens een (aantal) concert(en). De muziek is grotendeels geïmproviseerd met wat voorbereidende werkzaamheden, zoals het instellen van de sequencer. The Far Canal is geïnspireerd op verhalen van Edgar Rice Burroughs, of dat het verhaal Under the Moons of Mars is, werd niet vermeld. De hoesfoto, met name de achterkant wijst wel in die richting met een foto van een rode planeet; de bijnaam van Mars is "Rode planeet". Marskanalen zijn daarop echter niet te zien / weergegeven. 
De muziek bestaat uit drie lange tracks, waarbij de mellotron binnen de gebruikte toetsinstrumenten een grote rol heeft toebedeeld gekregen, een enkele keer breekbaar van klank, dan weer dreigend. 

## Musici
- Michael Shipway, Steve Smit – toetsinstrumenten, waaronder mellotron.

## Tracklist
| Nr. | Titel      | Duur  |
| --- | ---------- | ----- |
| 1.  | Part One   | 14:36 |
| 2.  | Part Two   | 21:13 |
| 3.  | Part Three | 24:31 |